# Psalmopoeus emeraldus
Psalmopoeus emeraldus là một loài nhện trong họ Theraphosidae.
Loài này thuộc chi Psalmopoeus. Psalmopoeus emeraldus được Mary Agard Pocock miêu tả năm 1903.